# Russula lilacea
Russula lilacea Lucien Quélet, 1877), sin. Russula carnicolor (Giacomo Bresadola, 1892 ex Frédéric Bataille, 1908), din încrengătura Basidiomycota în familia Russulaceae și de genul Russula, denumită în popor vinețică purpurie, este o specie devenită foarte rară de ciuperci comestibile care coabitează, fiind un simbiont micoriza (formează micorize pe rădăcinile arborilor). Trăiește în România, Basarabia și Bucovina de Nord în păduri de foioase precum la marginea lor, uneori chiar și în parcuri, preponderent sub carpeni, dar, de asemenea, pe lângă aluni fagi, stejari sau tei, iubind locuri umede și umbroase precum soluri neutre până bazice, argiloase sau calcaroase. Timpul apariției este din iunie până în octombrie (noiembrie). În Lista roșie a IUCN este listată sub categoria 2 (specie foarte periclitată).

## Taxonomie
Numele binomial a fost determinat de micologul francez Lucien Quélet în volumul 23 al jurnalului științific Bulletin de la Société botanique de France di 1877, fiind numele curent valabil (2020).
După ce, în 1892, micologul italian Giacomo Bresadola a creat taxonul Russula lilacea var. carnicolor, Bataille a redenumit specia drept Russula carnicolor, de verificat în cartea sa Flore monographique des astérosporés - Lactaires et Russules din 1908.  Această denumire este acceptată sinonim și se mai găsește uneori în cărți micologice de descriere.

## Descriere

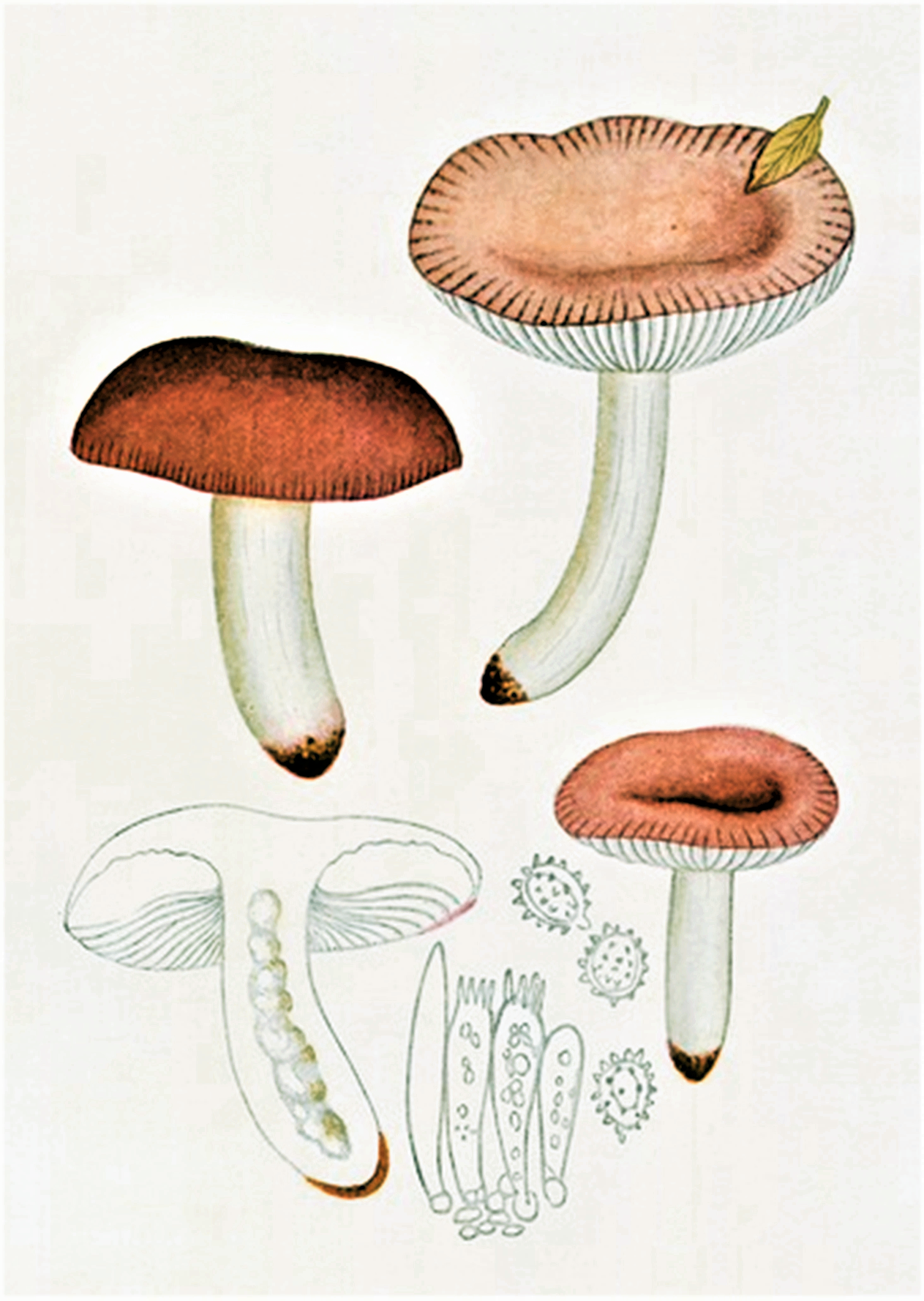
Bres.: Russula carnicolor

- Pălăria: este fragilă, destul de mică pentru ciuperci plin dezvoltate ale acestui gen cu un diametru de aproximativ 3-7 (9) cm, inițial semisferică cu marginea răsfrântă spre picior și canelată radial, apoi din ce în ce mai plată și la sfârșitul maturizării adâncită adânc. Cuticula se poate îndepărta ușor aproape în întregime, fiind netedă și mată, în tinerețe brumată fin, dar lucioasă la bătrânețe precum unsuroasă când vremea este umedă. În general, coloritul este purpuriu, violet sau vinaceu, dar prezintă și nuanțe de brun, măsliniu, verzui și chiar verde-gălbui. Variația lui Bresadola carnicolor este roșiatică pe marginea pălăriei, devenind maronie spre centru.[7]
- Lamelele: sunt destul de depărtate între ele, subțiri, sfărâmicioase, de aceeași lungime, cu muchii netede și neaderate la picior, devenind la maturitate destul de bulboase. Coloritul este alb, devenind în vârstă crem până ocru-gălbui.
- Piciorul: are o înălțime de 4-6 cm și o lățime de 0.8-1,2 cm, este moale, fragil, neted pe dinafară, relativ cilindric dar uneori slab îndoit, în tinerețe plin și brumat făinos, cu timpul împăiat sau cu caverne. Coloritul scoarței este alb cu nuanțe rozalii, la bază chiar roșiatic.
- Carnea: este albă sau gălbuie, fragilă și moale, având un miros imperceptibil precum un gust plăcut.[4][5]
- Caracteristici microscopice: are spori cu o mărime de 6-9 x 6-8 microni, globuloși, cu mici negi țepoși numai puțin reticulați între ei (la variația lui Bresadola carnicolor verucii sunt mai scurți și turtiți[7]), hialini (translucizi) precum slab amilozi (ce înseamnă colorabilitatea structurilor tisulare folosind reactivi de iod). Pulberea lor este alb-gălbuie. Basidiile clavate cu 4 sterigme fiecare măsoară 40-45 x 9-11 microni. Cistidele (elemente sterile situate în stratul himenal sau printre celulele din pielița pălăriei și a piciorului, probabil cu rol de excreție) sunt rare fusiforme, cu pereți subțiri și vârf rotunjit au o dimensiune de 50-60 x 8-9 microni. Hifele cuticulei de 4-6 µm sunt primordiale și incrustate cu vacuole pigmentate, dar pigmentarea membranei lipsește.[9][10]
- Reacții chimice: carnea se decolorează cu fenol brun-vinaceu, cu guaiacol verde-măsliniu, cu sulfat de fier roz deschis, iar lamelele cu sulfovanilină numai slab sau deloc.[10][11]

## Confuzii
Russula lilacea poate fi confundată cu alte specii ale genului ca de exemplu cu Russula aeruginea (comestibilă), Russula azurea (comestibilă, lamelele rămân albe până la sfârșit, intră în simbioză doar cu molizi și pini), Russula betularum (slab otrăvitoare), Russula cyanoxantha (comestibilă), Russula fragilis (otrăvitoare), Russula grisea sin. Russula palumbina (comestibilă), Russula queletii (otrăvitoare), Russula rubra (necomestibilă), Russula violacea (necomestibilă) sau Russula xerampelina (comestibilă).

## Specii asemănătoare în imagini

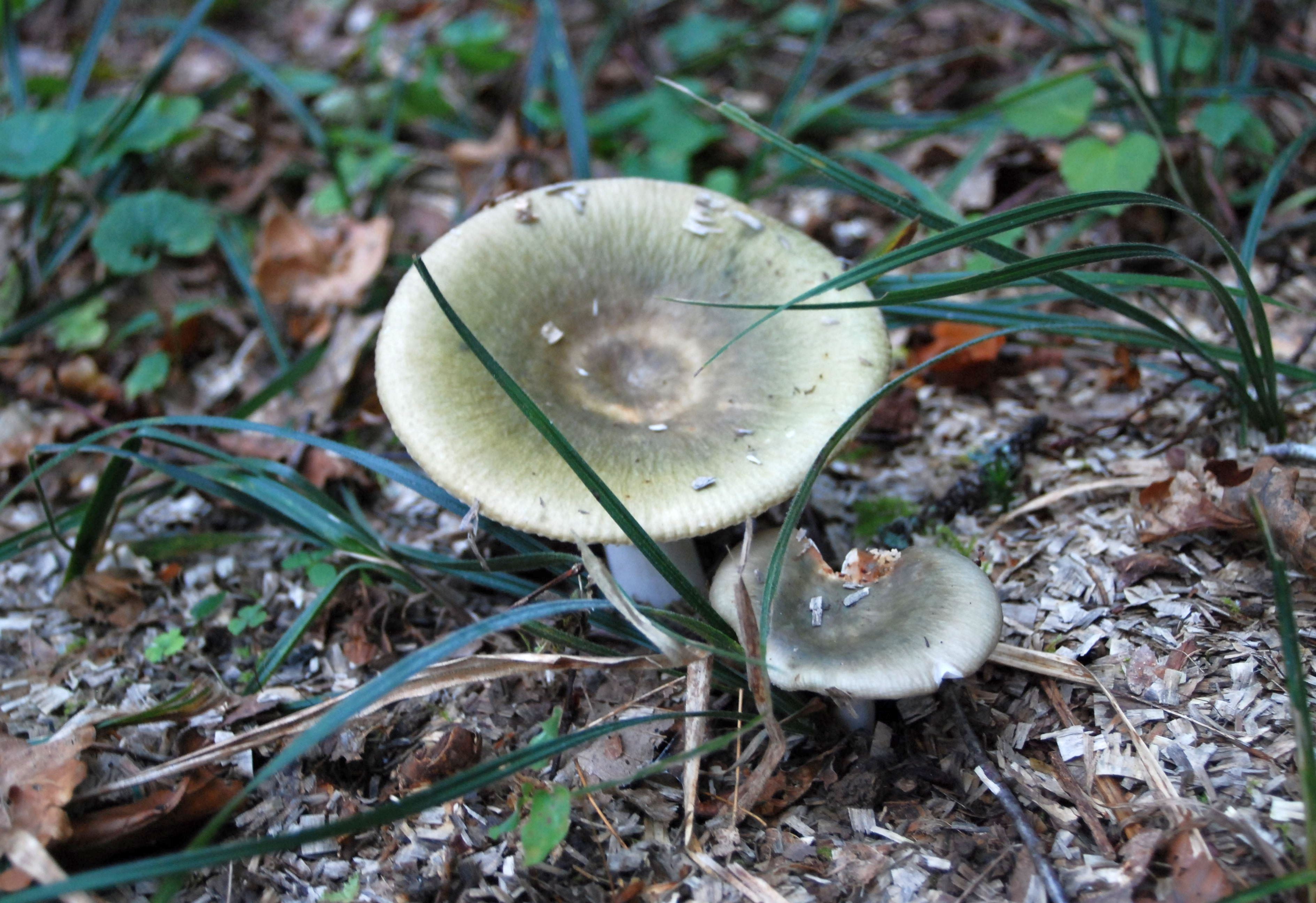
Russula aeruginea
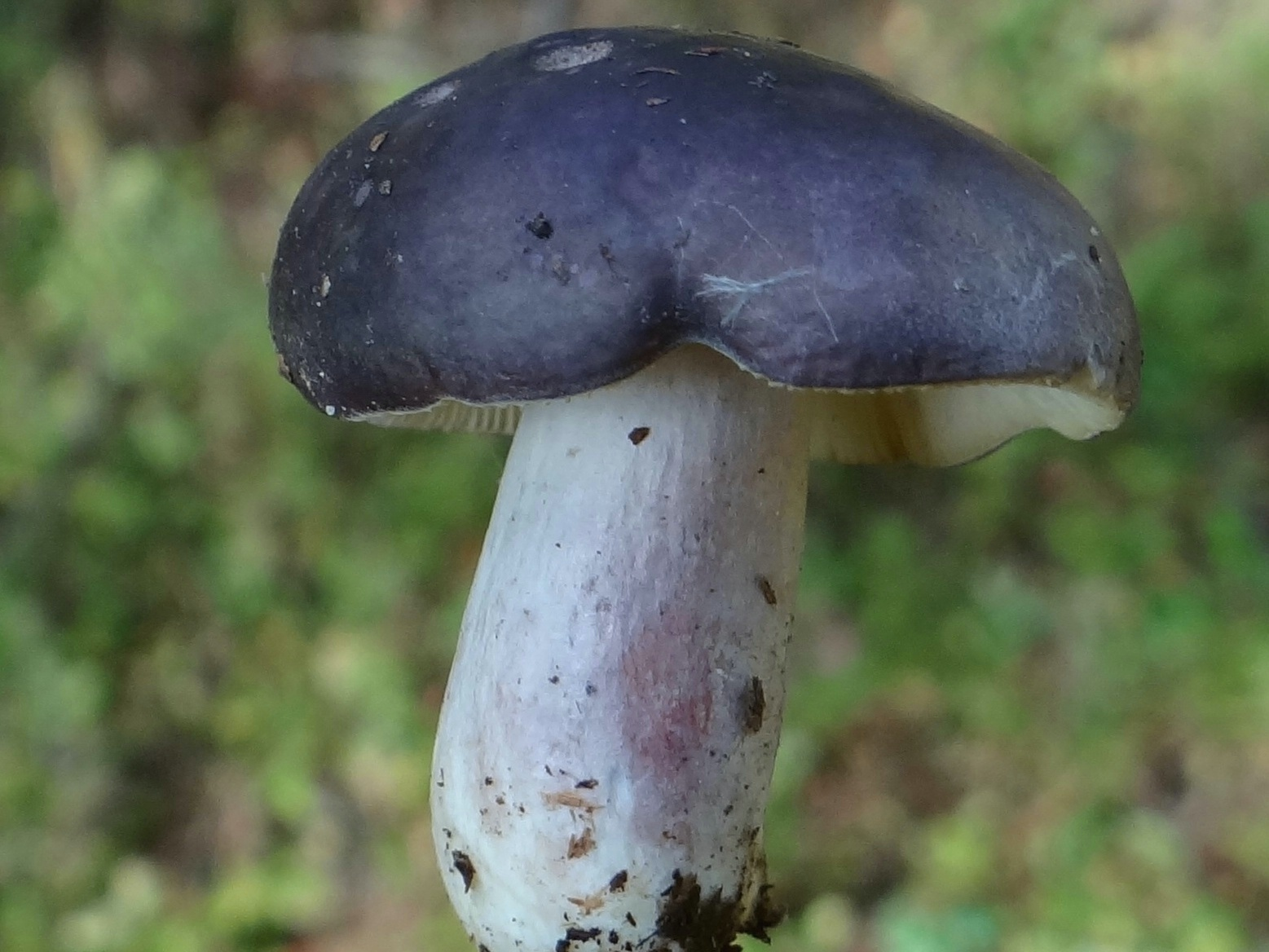
Russula azurea
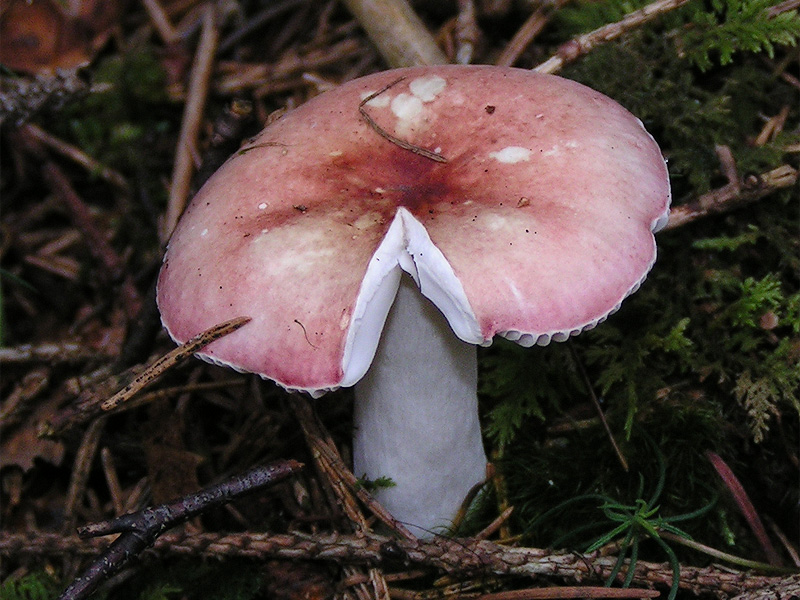
Russula betularum
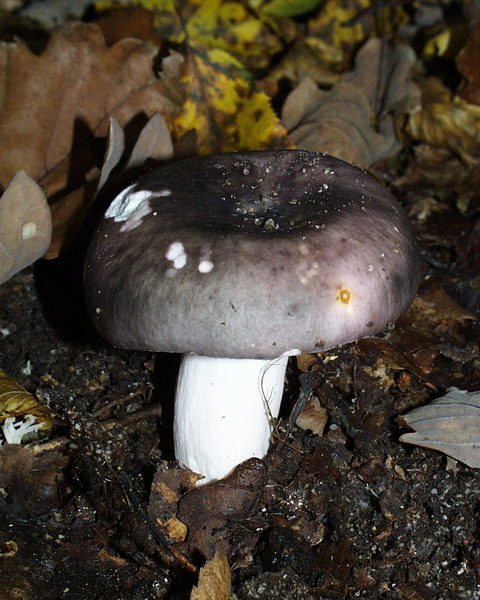
Russula cyanoxantha
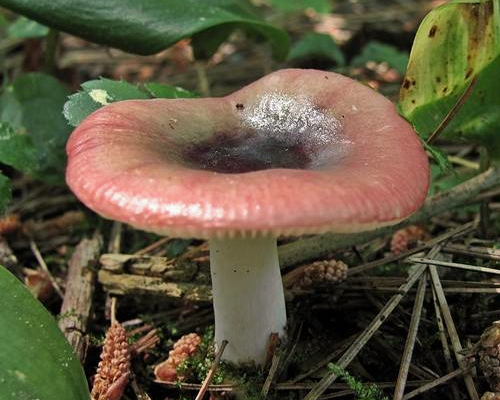
Russula fragilis
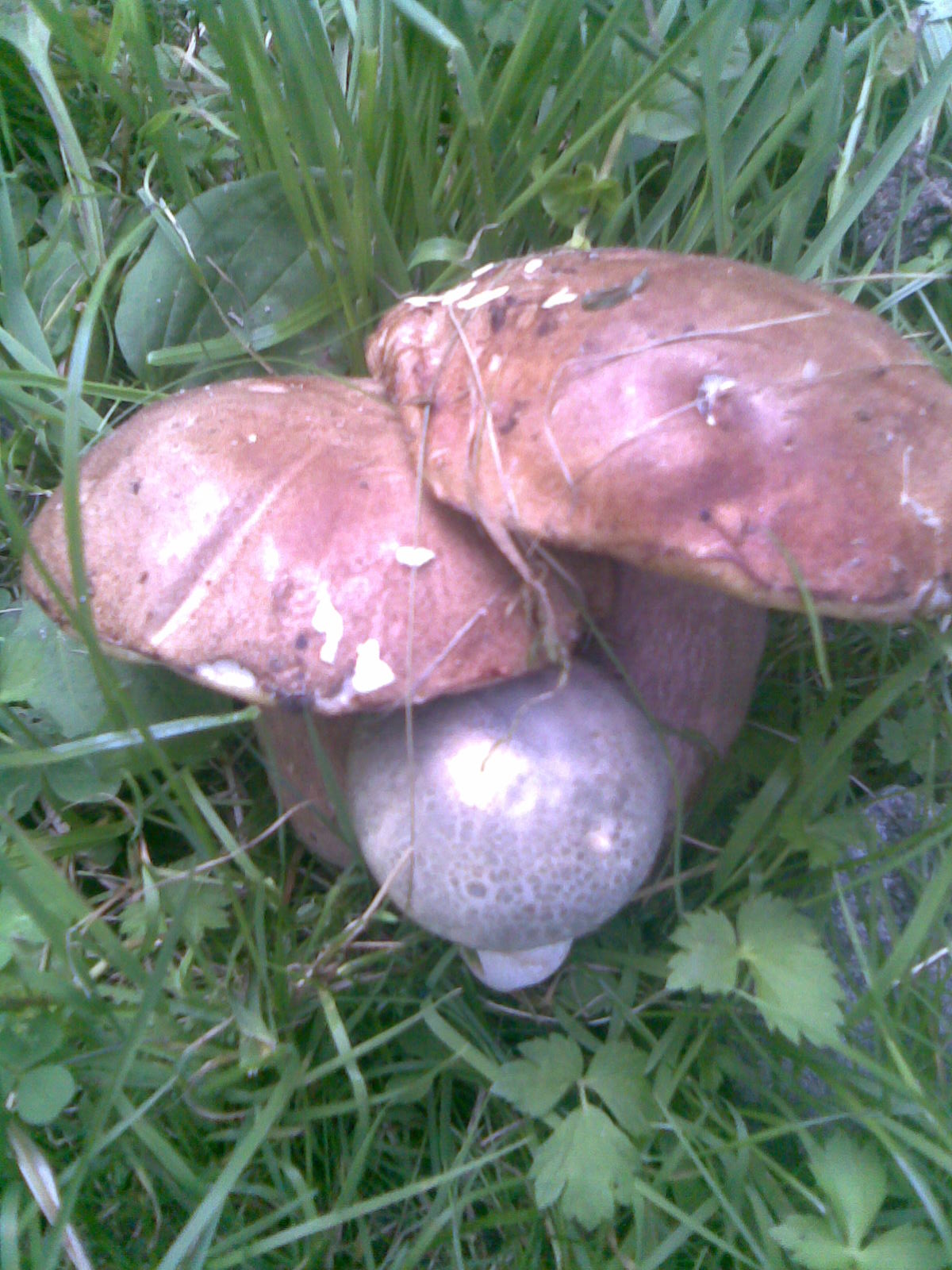
Russula grisea
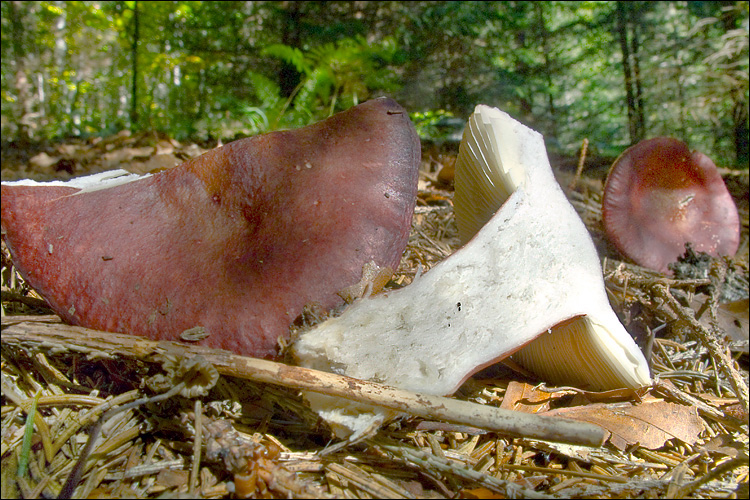
Russula queletii
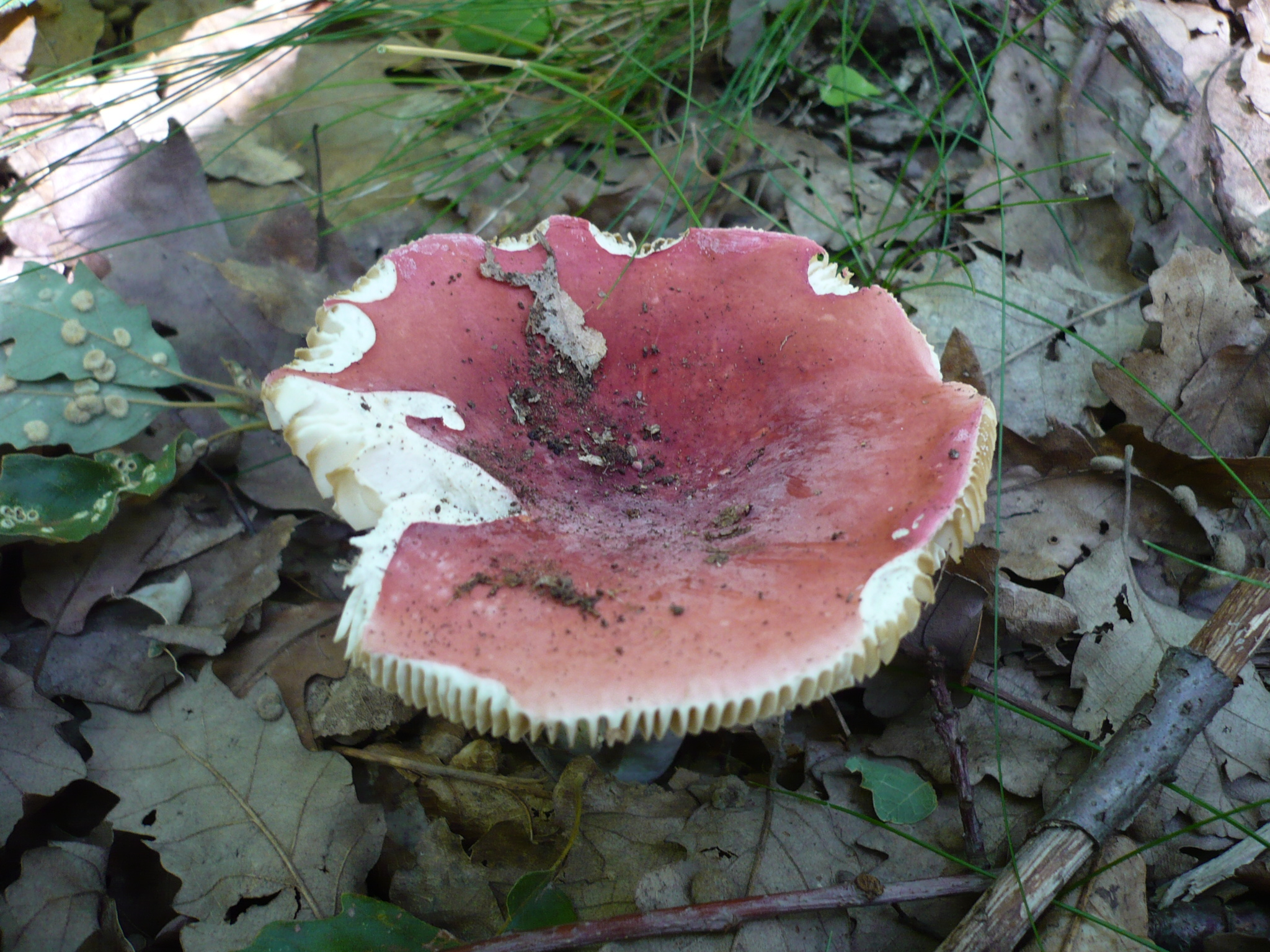
Russula rubra
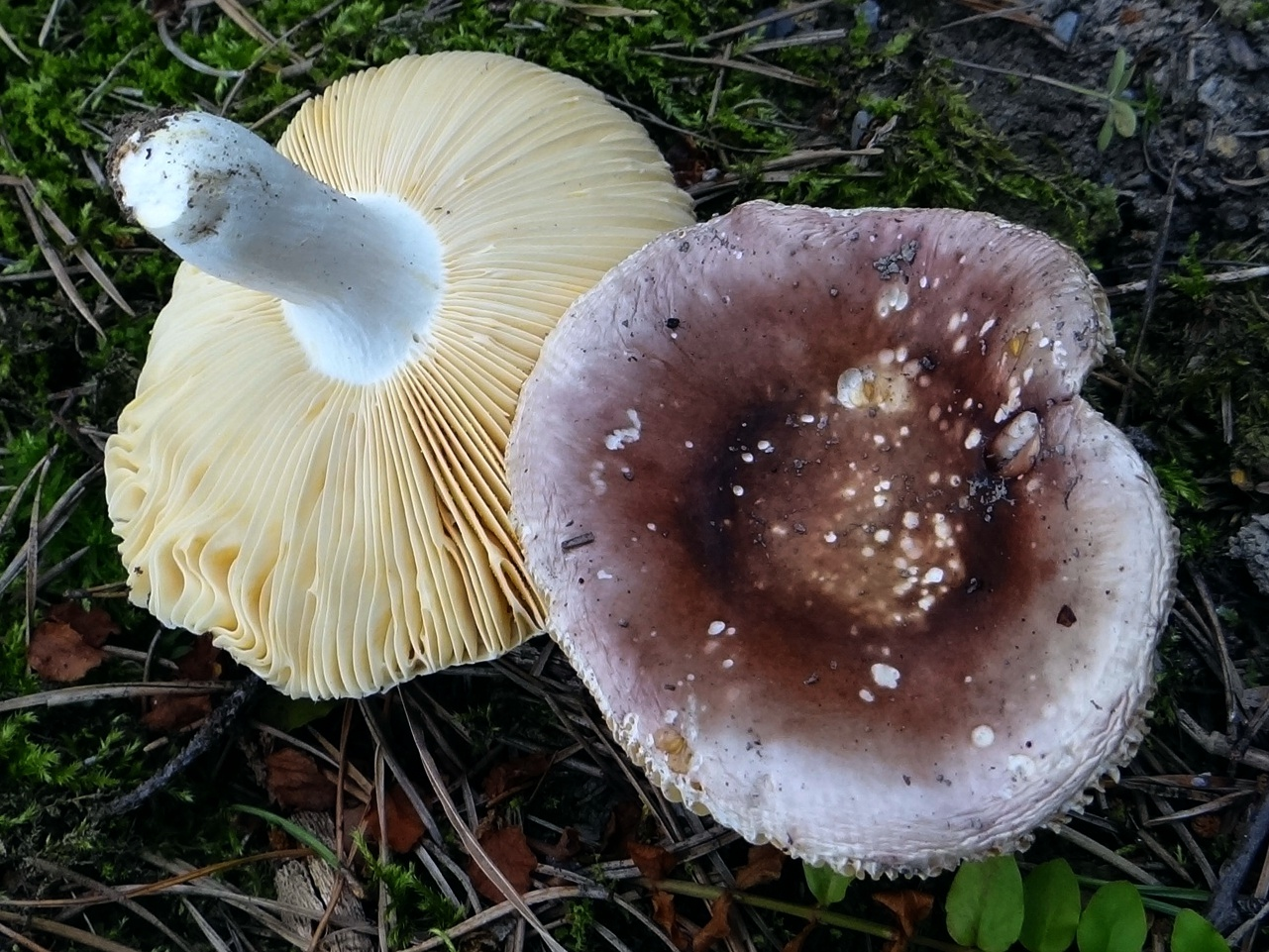
Russula violacea
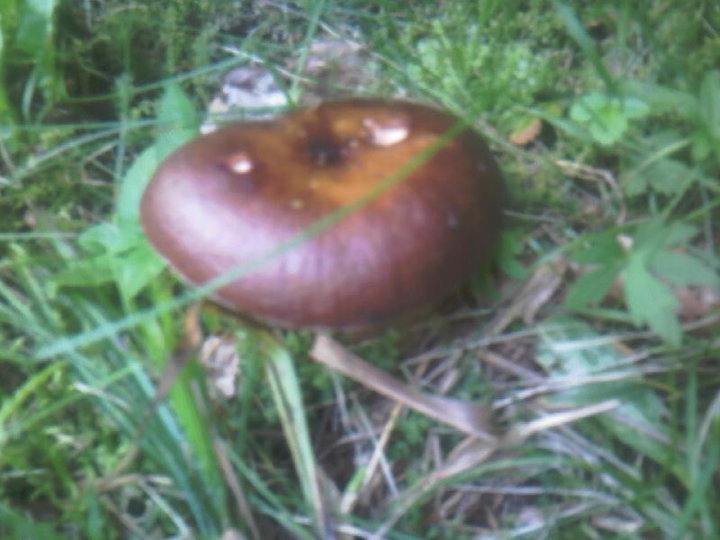
Russula xerampelina

## Valorificare
Ciuperca este comestibilă, dar nu de valoare culinară superioară. Fiind foarte rară, ar trebui să fie cruțată și lăsată la loc.